# Йоганнес Гайсс
Йоганнес Гайсс (4 вересня 1926 — 30 січня 2020) — німецький фізик.

## Біографія
Гайсс народився 1926 року на території сучасної Польщі, в сім'ї фермерів Ганса Гайсса та Ірени Вілк. У 1955 році він одружився з Кармен Бах.
Гайс вивчав фізику в Геттінгені від 1947 до 1950 року. У 1953 році він опублікував дисертацію під назвою "Ізотопний аналіз «звичайного свинцю»" (нім. Isotopenanalysen an „gewöhnlichem Blei“). Потім він проводив дослідження з геохронології в Бернському університеті та Чиказькому університеті. З 1958 по 1959 рік Гайсс був асоційованим професором в Університеті Маямі, а потім повернутися до Берна, де працював до 1991 року. У Берні він розробив Експеримент зі складу сонячного вітру для програми «Аполлон», який виміряв ізотопний та елементний склад благородних газів у сонячному вітрі. З 1995 по 2002 рік він був співдиректором Міжнародного інституту космічних наук. У 2019 році на території кампусу Бернського університету Горст Бонет встановив бронзову статую Гайсса.
Йоганнес Гайсс помер 30 січня 2020 року у віці 93 років.

## Нагороди та почесні відзнаки
- Почесний член Французької академії наук (1978)[8]
- Почесний член Американської академії мистецтв і наук (1978)
- Меморіальна премія Аллана Еміля[en] (1989)
- Почесний член Європейської академії (1989)[9]
- Медаль Альберта Ейнштейна (2001)[10][11]
- Медаль Вільяма Бові (2005)[12]